# Jèssica Pulla
Jèssica Pulla   (Valls, 1998) és una drag-queen catalana, interpretada per Joan Gabàs, coneguda per ser un dels primers transformistes en fer espectacles en català i inspirar-se en icones culturals com Núria Feliu, Guillermina Mota, les Teresines, Helena Garcia Melero o el Tomàtic del Super3.
El seu interès pel gènere drag va néixer arran del programa de televisió Drag race, i essent estudiant a l'Aula Municipals de Teatre de Lleida va ser on va crear el personatge. Les seves primeres aparicions van ser a les Jornades del Jovent Dissident d'Arenys de Mar i al Sarao Drag de la Sala Apolo de Barcelona.
Jèssica Pulla es caracteritza per emprar referents catalans així com un clar posicionament polític en els seus espectacles, i per apostar per la descentralització dels espectacles drag fora de Barcelona, participant en shows per tot el territori català. A més, també es desmarca de l'estereotip de drag-queen hiperfeminitzada que es mostra en programes com Drag race.